# Juozas Maniušis
Juozas Maniušis (en ruso: Юозас Манюшис; Maguilov, 29 de noviembrejul./ 12 de diciembre de 1910greg.-Vilna, 17 de marzo de 1987) fue un político, militar, ingeniero en construcción y economista soviético. Batalló en la Segunda Guerra Mundial en el Ejército Rojo. Desde 1967 hasta 1981 fue Presidente del Consejo de Ministros de la República Socialista Soviética de Lituania.

## Biografía

### Temprana edad y educación
Juozas Maniušis nació el 29 de noviembrejul./ 12 de diciembre de 1910greg. en Maguilov, Imperio Ruso (actual Bielorrusia). Estudiaría en Minsk y en la Universidad Estatal de Ingenieros de Caminos de San Petersburgo.

### Carrera profesional
Durante la Segunda Guerra Mundial Jouzas sirvió en el Ejército Rojo como Oficial y en 1945 se uniría al Partido Comunista de la Unión Soviética.  Después de la guerra, se mudó a Lituania donde trabajó como vicepresidente de Vilnius y presidente de los comités de Kaunas del Partido Comunista de Lituania (1944-1950). Entre 1950 y 1955 fue Ministro de la Construcción. De 1955 a 1967 se desempeñó como Secretario del Comité Central del Partido Comunista de Lituania. En 1967 se convirtió en Presidente del Consejo de Ministros. Fue uno de los pocos altos funcionarios soviéticos que no eran lituanos nativos. Después de retirarse de la política en 1981, dirigió el Instituto de Economía de la Academia de Ciencias de Lituania hasta 1985. Falleció en 1987

## Distinciones y condecoraciones
2. Orden de Lenin
1. Medalla de la victoria sobre Alemania en la Gran Guerra Patriótica 1941-1945
1. Orden de la Revolución de Octubre
1. Orden de la Insignia de Honor
1. Orden de la Guerra Patria de 2.ª clase
1. Orden de la Bandera Roja del Trabajo
1. Medalla por la Defensa de Leningrado
1. Medalla por el Trabajo Valiente en la Gran Guerra Patria 1941-1945
1. Medalla Conmemorativa del 40.º Aniversario de la Victoria en la Gran Guerra Patria de 1941-1945